# Tina Yuzuki
Tina Yuzuki (japanska: 柚木ティナ), också känd som Rio, född i Tokyo den 29 oktober 1986, är en japansk porrskådespelare som debuterade 2005 och som sedan dess medverkat i flera filmer. 2006 fick hon priset för bästa nya skådespelerska (Best New Actress).

## Karriär
Debuten inom porrbranschen gjordes i november 2005. Sedan dess har hon medverkat i ett flertal filmer, ungefär en ny per månad. 2007 antog hon sitt artistnamn Rio, vilket hon använt i alla filmer sedan dess. I början av 2008 bytte hon företag från Max-A till S1 No. 1 Style, som är en del av Japans största porrkoncern Hokuto Corporation. Den första filmen som hon gjorde med dem Risky Mosaic Rio, med regi av Hideto Aki, släpptes i februari 2008.. Tillsammans med andra S1-skådespelerskor har hon också varit gäst i TV-showen Please Muscat (おねがい マスカット) som började sändas från Osaka i april 2008. 2009 medverkade hon i sin första icke-pornografiska film, Stop the Bitch Campaign, med regi av Kosuke Suzuki. 2009 var hon också en av tre japanska porrskådespelare som medverkade i den japansk-koreanska produktionen Korean Classroom som sändes på koreansk tv i maj 2009.

## Filmografi (ej fullständig lista)
- Hot Wind (2005)
- Feel Refreshing (2005)
- Dramatic Love (2006)
- Talk to Her (2006)
- Impressive / Impressionist Make My Dream (2006)
- Welcome to Max Cafe! (2006)
- My Wife Is Tina! (2006)
- Confined Body Doll X - Ascription (2006)
- Sister's Secret / Secret of A Little Sister, Tina Kashiwagi (2006)
- Healthy Beauties / Sound Mind, Sound Body (2006)
- Passion: Tina's Mystery Tour /Love & Passion (2006)
- 2 Dangerous Women, Asami Ogawa (2006)
- Gosuloli Collection - Tina Sodeki / Tina Is Best (2006)
- Sports >Girl - Tina Sodeki / Sports Sex (2006)
- Max-A Anniversary (2006) Urekko (2006)
- High School Girl Abducted (2007)

## Familj
Tina Yuzukis pappa är japan och hennes mamma kommer från Portugal.

## Utmärkelser
2006 fick hon pris som bästa nya porrskådespelare (Best New Actress) av den japanska porrindustrin